# Договорна сепарација
Договорна сепарација је неформални споразум или уговорно регулисан договор међу супружницима који намеравају да живот наставе одвојено. У договору или уговору се спецификују услови њихових даљих односа. Уговор обично обухвата поделу имовине, старатељство над децом и евентуалну материјалну подршку партнера. Уколико су судски заведени, могу се законски остварити, а за измену уговора неопходна је сагласност оба потписника. Договорна сепарација је све више жељени исход бракоразводног процеса, осим у случају када је манипулативни инструмент партнера. Уколико супружници имају децу, без обзира на договор о сепарацији, морају проћи процес покушаја мирења, у најбољем интересу деце.